# HD 75898 b
HD 75898 b는 살쾡이자리 방향으로 지구로부터 262.82 광년 떨어진 곳에 있는 항성 HD 75898 주위를 도는, 외계 행성이다. 최소 질량은 목성의 얘 2.5배로 무거운 가스 행성으로 분류할 수 있다. 모항성이 태양보다 3배 밝기 때문에 행성의 궤도는 생명체 거주가능 영역의 안쪽 경계면에 놓여 있다. 항성으로부터는 약 1.168 천문단위 떨어져 있으며 1회 공전에 1.1년 걸린다. 궤도 모양은 여타 외계 행성들 기준으로 볼 때 원형에 가까운데, 이심률은 HD 70642 b와 제단자리 뮤 e와 비슷하다.

## 같이 보기
- HD 5319 b

## 참고 문헌
- (영어) Robinson 연구진 (2007). “Two Jovian-Mass Planets in Earthlike Orbits” (요약). 《The Astrophysical Journal》 670 (2): 1391–1400. 다음 글자 무시됨: ‘10.1086/522106’ (도움말)[깨진 링크(과거 내용 찾기)]웹 인쇄본